# 말사슴
말사슴 또는 붉은사슴(Cervus elaphus)은 사슴과에 속하는 동물이다. 유럽 전역의 숲과 아시아 그리고 북아프리카에 분포한다. 유럽의 말사슴(Cervus elaphus)은 북아메리카에 많이 서식하는 와피티사슴(Cervus canadensis)과 같은 종이라 여겨졌으나, 최근의 DNA 연구를 통해 서로 다른 종임이 밝혀졌다.
몸길이 수컷 250cm, 암컷 150cm, 어깨높이 수컷 150cm, 암컷 145cm, 몸무게 수컷 250kg, 암컷 150kg으로 수컷이 암컷보다 크고 암컷은 뿔이 없다. 털은 부드럽고 회색에서 황갈색까지 다양하다. 목둘레에 텁수룩한 어두운 색 털이 있으며, 엉덩이에 노란색과 오렌지색의 반점이 있다. 수컷에 있는 뿔은 해마다 껍질을 벗으며 새로 자란다. 풀·이끼·연한 나뭇가지를 주로 먹으며 새끼는 늦봄에 한 마리를 낳는다.

## 사진

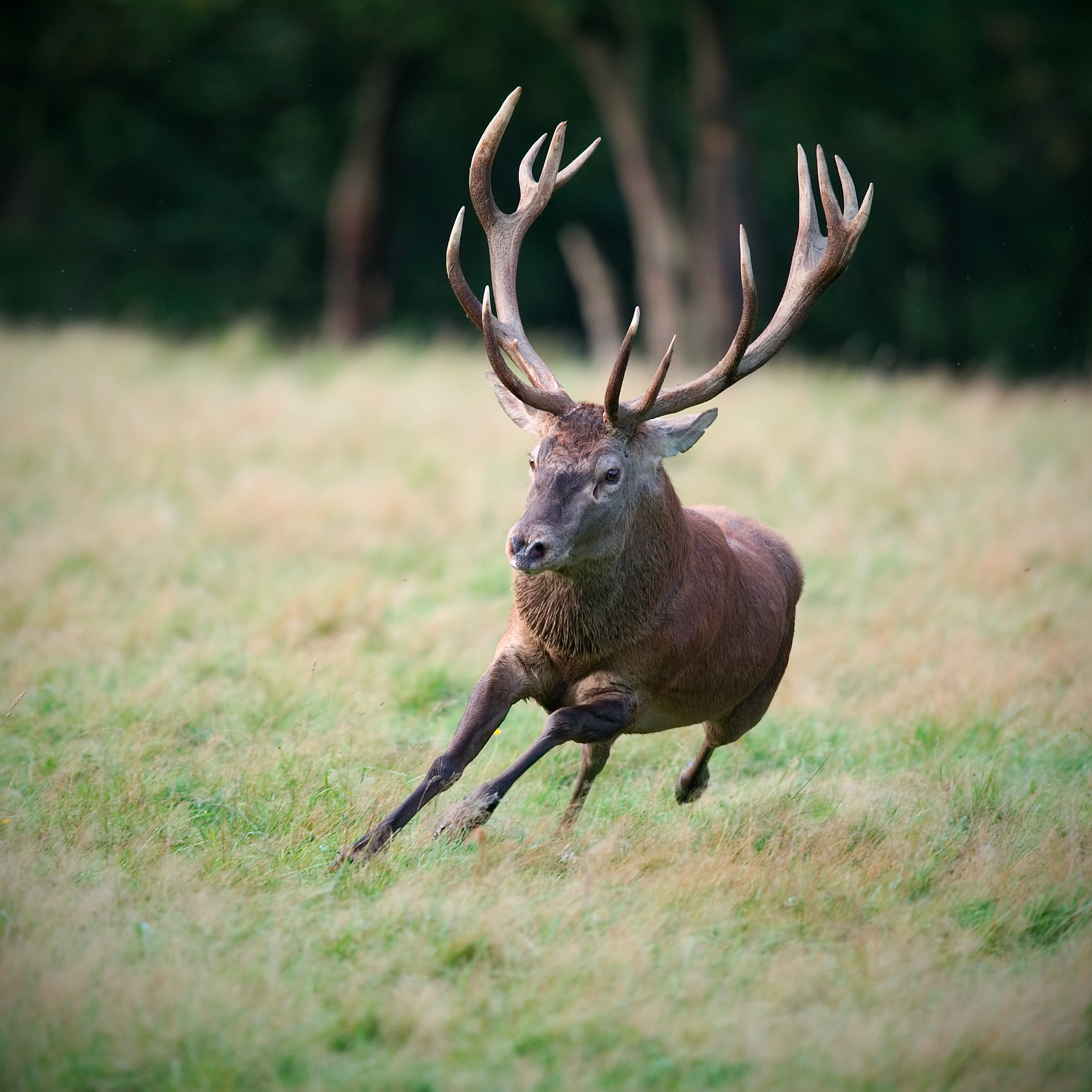

## 천적
천적으로는 유럽사자, 불곰, 아무르표범, 시베리아호랑이, 카스피호랑이, 스라소니, 회색늑대 등이 있으며 붉은여우는 새끼 사슴을 잡아먹는다.

## 아종
- Cervus elaphus elaphus
- Cervus elaphus atlanticus
- Cervus elaphus barbarus
- Cervus elaphus brauneri
- Cervus elaphus corsicanus
- Cervus elaphus hispanicus
- Cervus elaphus maral
- Cervus elaphus pannoniensis
- Cervus elaphus scoticus
- Cervus elaphus songaricus

## 같이 보기
- 사슴고기